# فهد الظنحاني
فهد الظنحاني (مواليد 3 سبتمبر 1991) لاعب كرة قدم إماراتي يجيد اللعب كحارس مرمى مع بني ياس في دوري الخليج العربي الإماراتي .
مثل نادي الفجيرة في الفئات السنية وانتقل إلى نادي الوحدة عام 2007 و وصل للفريق الأول عام 2012 و أعاره الوحدة إلى دبا الفجيرة عام 2016 لمدة موسمين وانتقل إلى نادي بني ياس في عام 2018 .

## روابط خارجية
- فهد الظنحاني على موقع ناشيونال فوتبول تيمز (الإنجليزية)
- فهد الظنحاني على موقع Soccerway.com (الإنجليزية)